# Karl Eduard Biermann
Pour les articles homonymes, voir Biermann.
Karl Eduard Biermann (né le 26 juillet 1803 à Berlin, mort le 16 juin 1892 dans la même ville) est un peintre prussien.

## Biographie
Eduard Biermann vient d'une famille d'artisans. Après un apprentissage à la manufacture royale de porcelaine de Berlin, il étudie à l'académie la peinture de décoration et de paysage, notamment auprès de Johann Karl Jakob Gerst et de Karl Wilhelm Gropius. D'abord peintre de porcelaine et de décoration, il se consacre à la peinture de paysage et est l'un des premiers aquarellistes paysagistes à Berlin.
À la fin des années 1820, il fait des voyages d'étude le long du Rhin, en Suisse, dans le Tyrol et en Italie. Il devient en 1842 enseignant à l'académie d'architecture de Berlin puis professeur en 1844. En 1847, il participe aux peintures de la cour égyptienne et la salle grecque du Neues Museum.